# Титов, Алексей Алексеевич (учёный)
Алексей Алексеевич Тито́в (род. 1910 — ум. 1974) — советский учёный в области научной фотографии. Лауреат Сталинской премии второй степени (1950). Член КПСС с 1953 года.

## Биография
А. А. Титов родился 7 (20) января 1910 года. В 1931 году окончил лабораторно-химическое отделение ГТК. В 1931—1955 годах работал в НИКФИ. Его труды посвящены исследованиям природы фотографической активности желатины, физико-химическим свойствам фотографических эмульсий. Автор ряда трудов и статей. За исследование природы светочувствительности и механизма процессов, протекающих при синтезе фотографических эмульсий (изложены в журнале «Труды НИКФИ», 1948) присуждена Сталинская премия второй степени (1950) — совместно с А. А. Михайловой и К. В. Чибисовым.